# Sweetheart of the Rodeo
Sweetheart of the Rodeo (en españolː Cariño del Rodeo) es el sexto álbum de la banda estadounidense de folk rock The Byrds. Fue lanzado en agosto de 1968 por Columbia Records y significó su segundo álbum del año. Se considera uno de los álbumes de country más influyentes de la historia del género.
Con la incorporación a la banda de Gram Parsons, el disco adquirió una dirección completamente novedosa para el sonido habitual de la banda (y los planes iniciales de las sesiones) siendo el primer disco de country rock importante en hacerse popular en los Estados Unidos. A pesar de haber experimentado con el género en sus cuatro primeros álbumes, éste era el primero donde se hizo de lleno un trabajo con el género.
Generó dos sencillos de aceptación mixtaː Un modesto You Ain't Goin' Nowhere, cover de Bob Dylan, y I Am a Pilgrim, que no trascendió en las listas.
Fue incluido en varios listados importantes, como el RS500 en el 2003 y 2012, y los 1001 Álbumes que debes oír antes de morir.

## Contexto

### Antecedentes
Luego de que David Crosby y Michael Clarke abandonaran la banda en el verano de 1967 y en plena grabación del álbum The Notorious Byrd Brothers (que fue completado por los miembros restantes - junto al ex byrd Gene Clark - y publicado en enero de 1968), Kevin Kelly se unió a Roger McGuinn y Chris Hillman para la gira del álbum. Kelly era primo de Hillman.
A pesar de que eran 3 miembros, la dificultad de conservar el sonido de la banda en vivo llevó a que se adhiriera al grupo Gram Parsons, a solicitud del mánager de los Byrds, Larry Spector.

## Legado
El álbum es considerado como uno de los mejores trabajos de The Byrds, y un clásico de la música.